# Leucauge severa
Leucauge severa là một loài nhện trong họ Tetragnathidae.
Loài này thuộc chi Leucauge. Leucauge severa được Eugen von Keyserling miêu tả năm 1893.